# Trofeul Irlandei de Nord
Trofeul Irlandei de Nord a fost un turneu profesionist de snooker.
Prima ediție a avut loc în anul 1981, sub numele Clasicul Irlandei de Nord. A fost un turneu invitațional disputat la Belfast și câștigat de Jimmy White. Turneul a fost revitalizat pentru sezonul 2005/2006. La acest eveniment participă pe bază de invitații 20 de jucători. Turneul are loc la Waterfront Hall, Belfast și se desfășoară la mijlocul lunii august, premiile din 2005 totalizând £32.500, câștigătorul încasând £13.500. Din sezonul 2006-2007, devine turneu de clasament, crescând fondul de premieri la 200.500 de lire sterline, iar câștigătorul primește 30.000 de lire.
La ediția din 2006, Ronnie O'Sullivan a stabilit un record în semifinala contra lui Dominic Dale, câștigând meciul în 53 de minute, cel mai rapid meci disputat vreodată în sistemul cel-mai-bun-din-11 jocuri. La ediția din 2007, O'Sullivan a mai stabilit un record, în victoria cu 5-2 contra lui Ali Carter din turul trei, reușind câte un break de peste 100 de puncte în fiecare dintre cele cinci jocuri câștigate. În același meci, Ronnie și-a trecut în cont și breakul maxim.

## Câștigători
| An   | Câștigător        | Finalist          | Scor   | Sezon   |
| ---- | ----------------- | ----------------- | ------ | ------- |
| 1981 | Jimmy White       | Steve Davis       | 11 - 9 | 1981/82 |
| 2005 | Matthew Stevens   | Stephen Hendry    | 9 - 7  | 2005/06 |
| 2006 | Ding Junhui       | Ronnie O'Sullivan | 9 - 6  | 2006/07 |
| 2007 | Stephen Maguire   | Fergal O'Brien    | 9 - 5  | 2007/08 |
| 2008 | Ronnie O'Sullivan | Dave Harold       | 9 - 3  | 2008/09 |